# Team Eurosped 2017-2018
Questa voce raccoglie le informazioni riguardanti il Team Eurosped nelle competizioni ufficiali della stagione 2017-2018.

## Organigramma societario
Area direttiva
- Presidente: Marcel Jansink

Area tecnica
- Allenatore: Jan Berendsen

## Rosa
| N° | Nome                   | Ruolo | Data di nascita   | Nazionalità sportiva |
| -- | ---------------------- | ----- | ----------------- | -------------------- |
| 1  | Charlotte Haar         | P     | 12 maggio 1999    | Paesi Bassi          |
| 3  | Judith Kamphuis        | L     | 15 febbraio 1993  | Paesi Bassi          |
| 4  | Eline Gommans          | C     | 2 luglio 1994     | Paesi Bassi          |
| 5  | Manon Doornenbal       | O     | 22 novembre 1989  | Paesi Bassi          |
| 6  | Kim de Wild            | L     | 9 giugno 1993     | Paesi Bassi          |
| 7  | Daphne Knijff          | S     | 22 maggio 1996    | Paesi Bassi          |
| 8  | Bo Duteweert           | S     | 23 agosto 1999    | Paesi Bassi          |
| 9  | Laura Beach            | C     | 15 marzo 1995     | Stati Uniti          |
| 10 | Carmen Oude Luttikhuis | O     | 9 maggio 1995     | Paesi Bassi          |
| 11 | Carlijn Koebrugge      | C     | 7 gennaio 1998    | Paesi Bassi          |
| 12 | Rochelle Wopereis      | P     | 28 settembre 1994 | Paesi Bassi          |